# لتوویتسه
لتوویتسه (به چکی: Letovice) یک منطقهٔ مسکونی در جمهوری چک است که در ناحیه بلانسکو واقع شده‌است. لتوویتسه ۶٬۷۸۱ نفر جمعیت دارد.

## خواهرخوانده
شهر ستاری گراد خواهرخواندهٔ لتوویتسه هست.